# Poul Jørgen Riis
Poul Jørgen Riis (geboren am 26. Mai 1910 in Aarhus; gestorben im Oktober 2008) war ein dänischer Klassischer Archäologe und Etruskologe.

## Leben
Poul Riis, Sohn des Weinhändlers Svenning Christian Poulsen Riis (1857–1927) und dessen Ehefrau Elisabeth Sophie Kirstine Jørgensen (1870–1955), begann 1928 das Studium der Kunstgeschichte an der Universität Kopenhagen, wechselte aber 1930 zur Klassischen Archäologie, in der er 1941 mit der Arbeit Tyrrhenika: An Archaeological Study of the Etruscan Sculpture in the Archaic and Classical Periods promoviert wurde. Ab 1938 arbeitete er an der Antikensammlung des Dänischen Nationalmuseums, übernahm dort 1940 die Stelle eines Inspektors und war von 1941 bis 1948 Leiter der Sammlung. Im Jahr 1949 wurde er  Professor am neu eingerichteten Institut für Klassische Archäologie an der Universität Aarhus, folgte aber 1956 dem Ruf an die Universität Kopenhagen, an der er als Nachfolger von Knud Friis Johansen bis 1975 lehrte. 
Bereits von 1932 bis 1933 und von 1936 bis 1937 nahm Riis an der Expedition der Carlsberg-Stiftung im syrischen Hama teil. Die Ergebnisse legte er teils allein, teils zusammen mit seiner Frau, der Archäologin Marie-Louise Buhl, ab 1948 in den Bänden der Hama – fouilles et recherches de la Fondation Carlsberg (1931-1938) vor. Von 1958 bis 1963 leitete er die archäologischen Untersuchungen der Carlsberg-Stiftung, deren Direktionsmitglied er von 1957 bis 1962 er war, des phönikischen Tell Sukas. Die vorläufigen Ergebnisse publizierte er als L’activité de la Mission archéologique danoise sur la côte phénicienne von 1959 bis 1965, die abschließende Publikation erfolgte in den Sūkās-Bänden, von denen er maßgeblich an den Bänden 1, 3, 6 und 10 mitwirkte oder sie selbst verfasste.
Darüber hinaus veröffentlichte er populärwissenschaftliche Bücher zur etruskischen Kunst (1948) und zur Kunst der Klassischen Antike (1972), zu den Methoden der Archäologie (1949) und zu den dänischen Forschungen in Hama (1987).
Ab 1953 war Riis Mitglied der Königlich Dänischen Akademie der Wissenschaften, von 1970 bis 1975 ihr Redakteur und von 1975 bis 1981 ihr Präsident. Von einem starken Interesse an internationaler Zusammenarbeit im Bereich der Klassischen Archäologie geleitet, war Riis ab 1971 der dänische Vertreter bei der Union Académique Internationale, in den Jahren von 1977 bis 1980 Mitglied von deren Executive Committee. 1974 wurde er zum korrespondierenden Mitglied der British Academy gewählt. Im Jahr 2000 wurde Riis zu seinem 90. Geburtstag die Festschrift Between Orient and Occident. Studies in Honour of P. J. Riis gewidmet.

## Schriften (Auswahl)
- Tyrrhenika. An Archaeological Study of the Etruscan Sculpture in the Archaic and Classical Periods. Munksgaard, Kopenhagen 1941.
- Kan man grave Historien op af Jorden? Et bidrag til diskussionen om folkevandringer og deres spor. Branner & Korch, Kopenhagen 1949.
- An introduction to Etruscan art. Munksgaard, Kopenhagen 1953.
- Arkaeologi og klassisk kunst. Berlingske, Kopenhagen 1972.
- Griechen in Phönizien. Zabern, Mainz 1982.
- Ḥamā. Danske arkæologers udgravninger i Syrien 1930-38. Kopenhagen 1987
- Etruscan Types of Heads. A Revised Chronology of the Archaic and Classical Terracottas of Etruscan Campania and Central Italy. Munksgaard, Kopenhagen 1981.
- mit Mette Moltesen und Pia Guldager: Cypriote and Graeco-Phoenician Aegean (= The National Museum of Denmark. Department of Near Eastern and classical antiquities. Catalogue of ancient sculptures. Band 1). National Museum of Denmark, Kopenhagen 1989.
- Topographical Studies in the Ǧabla Plain (= Publications of the Carlsberg expedition to Phoenicia. Band 13). Reitzel, Kopenhagen 2004.
- Erindringer fra en anden verden.  Museum Tusculanum Press, Kopenhagen 2004.
- Hama. Fouilles et recherches, 1931-1938. Nationalmuseet, Kopenhagen:
  - Band 1, 2 (mit Marie-Louise Buhl): Bronze Age Graves in Ḥamā and its Neighbourhood. 2007.
  - Band 2, 2 (mit Marie-Louise Buhl): Les objects de la période dite syro-hittite. 1990.
  - Band 2, 3: Les cimétières à crémation. 1948.
  - Band 4, 2 (mit Vagn Poulsen): Les verreries et poteries médiévales. 1957.
- Sūkās. Munksgaard, Kopenhagen:
  - Band 1: The North-east Sanctuary and the First Settling of Greeks in Syria and Palestine. 1970.
  - Band 3 (mit Henrik Thrane): The Neolithic Periods. 1974.
  - Band 6: The Graeco-Phoenician cemetery and sanctuary at the southern harbour. 1979.
  - Band 10: The Bronze and Early Iron Age Remains at the Southern Harbour. 1996.